# Grambling
Grambling is een plaats in de Amerikaanse staat Louisiana, en valt bestuurlijk gezien onder Lincoln Parish.

## Demografie
Bij de volkstelling in 2000 werd het aantal inwoners vastgesteld op 4693.
In 2006 is het aantal inwoners door het United States Census Bureau geschat op 4487, een daling van 206 (-4.4%).

## Geografie
Volgens het United States Census Bureau beslaat de plaats een oppervlakte van
14,3 km², waarvan 14,2 km² land en 0,1 km² water.

## Plaatsen in de nabije omgeving
De onderstaande figuur toont nabijgelegen plaatsen in een straal van 20 km rond Grambling.